# Utricularia letestui
Utricularia letestui — вид рослин із родини пухирникових (Lentibulariaceae). 

## Середовище проживання
Ендемік Центральноафриканської Республіки.